# HD186205
HD186205 — хімічно пекулярна зоря спектрального класу B3, що має видиму зоряну величину в смузі V приблизно  8,5.
Вона  розташована на відстані близько 2886,3 світлових років від Сонця.

## Пекулярний хімічний склад
Зоряна атмосфера HD186205 має підвищений вміст 
He
.

## Магнітне поле
Спектр даної зорі вказує на наявність магнітного поля у її зоряній атмосфері.
Напруженість повздовжної компоненти поля оціненої з аналізу
наявних ліній металів
становить  298,0±  96,0 Гаус.